# Aaron Sánchez
Aaron Sánchez Alburquerque (* 5. Juni 1996 in Salamanca) ist ein andorranischer Fußballnationalspieler.

## Karriere

### Verein
Sánchez, der in Spanien geboren wurde, begann seine Karriere in der Jugendabteilung des FC Andorra. Nachdem er für den Verein, der im spanischen Ligasystem mitspielt, bereits drei Einsätze in der ersten Mannschaft sammeln konnte, wechselte er 2013 in die Jugend des spanischen Klubs Los Molinos. Anschließend ging es zum katalanischen Verein Lleida Esportiu, wo er für die B-Mannschaft spielte. Nach nur einer Saison zog es Sánchez zurück zu seinem Jugendverein, bei dem er in Folge drei Jahre blieb und in der damals fünftklassigen Primera Catalana spielte.
Seit 2019 spielt er im andorranischen Ligasystem. Zunächst wechselte er für ein halbes Jahr zu UE Santa Coloma und schloss sich dann UE Engordany an. Nach zwei Jahren wechselte er zu Atlètic Club d’Escaldes, bevor er 2022 zu UE Santa Coloma zurückkehrte. Im Januar 2024 ging es für ein halbes Jahr zum FC Ordino, seitdem ist er vereinslos.

### Nationalmannschaft
Aaron Sánchez durchlief seit der U17 alle Jugendnationalmannschaften Andorras und läuft seit 2015 auch für die A-Nationalmannschaft seines Heimatlandes auf.